# Bưu điện trung tâm ở Bydgoszcz
Bưu điện trung tâm ở Bydgoszcz là một tổ hợp các tòa nhà bưu điện lịch sử, thuộc sở hữu của Văn phòng dịch vụ Bưu điện Ba Lan tại Bydgoszcz. Các tòa nhà đã được đăng ký trong Danh sách Di sản của Kuyavian-Pomeranian.

## Vị trí
Các tòa nhà nằm trên một khu đất được phân định bởi các đường phố sau: Jagiellońska, Stary Port, Pocztowa và Franciszek Ksawery Drucki-Lubecki ở Bydgoszcz. Chúng đã được dựng lên trên bờ phía bắc của sông Brda.

## Lịch sử

### Thời cổ đại
Sự tồn tại của các viện thư tín hoàng gia ở Bydgoszcz bắt nguồn từ nửa đầu thế kỷ 18, được xác nhận bởi các đạo luật bưu chính của Bưu điện hoàng gia vào năm 1733, 1754 và 1766. Năm 1751, bưu điện ở Bydgoszcz nằm trong một tòa nhà tư sản ở góc đường Niedźwiedzia và Stefan Batory gần Chợ Cũ.

#### Tòa nhà bưu điện đầu tiên
Năm 1815, chính quyền Phổ đã giao các chuồng ngựa cũ cho Tổng cục Bưu điện Hoàng gia Phổ ở Bydgoszcz. Bưu điện mới sau đó được đặt ở góc đường Jagiellońska và Franciszek Ksawery Drucki-Lubecki. Bưu cục chưa có một trụ sở chính thức, nhưng nó đủ phục vụ cho nhu cầu thư tín của Ban Giám đốc. Các chuồng ngựa cũ của trung đoàn 7 Hussars, không được sử dụng, đã bị phá hủy vào năm 1896.

#### Tòa nhà bưu điện thứ hai
Sau khi thành lập một Tổng cục Bưu điện ở Bydgoszcz, tòa nhà ban đầu trên đường Jagiellońska không còn có thể đáp ứng nhu cầu của chính quyền mới, với lượng công việc thư tín trong thành phố và khắp vùng Bydgoszcz tăng lên, Do đó, một tòa nhà có thể quản lý cả hoạt động thư và điện báo là thực sự cần thiết. Đến cuối những năm 1850, chuồng ngựa và nhà huấn luyện tại chỗ đã được xây dựng theo thiết kế của thanh tra xây dựng Bannenschmidt. Công trình nằm ở góc đường Jagiellońska và Pocztowa mang phong cách kiến trúc tân cổ điển.
Năm 1859, bưu điện cũng lưu giữ các hoạt động của Văn phòng Thuế Trung ương Thành phố (tiếng Đức: Hauptsteueramt). Tòa nhà bưu điện mới bao gồm hai cánh: một tòa nhà đồ sộ trên đường phố Jagiellońska và cánh dưới dọc theo đường phố Pocztowa. Nơi này đã bị phá hủy vào năm 1896.

#### Tòa nhà bưu điện thứ ba
Sau chiến thắng năm 1871 trong Chiến tranh Pháp-Phổ và tình trạng tài chính được cải thiện của Vương quốc Phổ, chính quyền Phổ đã quyết định mở rộng mạng lưới tổ chức thư tín trên toàn quốc. Trong bối cảnh này, kế hoạch xây dựng một tòa nhà mới được thiết kế cho các văn phòng, thư và điện báo trên một lô đất dọc theo sông Brda.

#### Tòa nhà bưu điện thứ tư
Sau 10 năm hoạt động của tòa nhà bưu điện, một nhu cầu mới xuất hiện hoàn toàn dành cho Tổng cục Bưu chính, với số lượng công việc văn phòng liên tục mở rộng (thư, điện báo và điện thoại), và vô số công chức được sử dụng. Một kế hoạch khác đã được đặt ra, với đất và các tòa nhà nằm giữa đường Jagiellońska và Franciszek Ksawery Drucki-Lubecki, thuộc Cơ quan Hải quan. Sau khi phá hủy một tòa nhà cũ, việc xây dựng tòa nhà mới bắt đầu vào năm 1896, theo thiết kế của một nhóm kiến trúc sư do Kleinfeldt và L. Neumann từ Konigsberg dẫn đầu.
Tòa nhà bưu chính đã tồn tại trong hình dạng ban đầu năm 1899 gần như không thay đổi cho đến ngày nay với các cửa sổ và cửa ra vào ban đầu, các cấu trúc khung khổng lồ của nó ở hành lang, cầu thang hình vòm, lan can kim loại ban đầu và một số sàn lát gốm. Chỉ có không gian nội thất đã được chuyển đổi để phù hợp với hoạt động và chức năng hiện đại. Tòa nhà tiếp tục đóng vai trò là Bưu điện trung tâm của Bydgoszcz.

## Kiến trúc
Tổ hợp tòa nhà Bưu điện trung tâm được xây dựng theo cái gọi là "phong cách dân tộc Phổ", phổ biến trong những thập kỷ cuối của thế kỷ 19, và được lấy làm chuẩn cho mọi tòa nhà hành chính mới trong Đế chế Đức. Nó ám chỉ phong cách Tân Gô-tích Bắc Đức, tuy nhiên, cũng mang các phong cách khác như Tân Phục Hưng của Ý và Đức, Tân Rô-ma, kiểu vòm tròn - gợi lên kiến trúc Rô-ma và Byzantine - và Spitzbogenstil với những cuộn sóng kiểu Hà Lan và Gothic.

### Tòa nhà cũ (phía mặt đường Stary Port)
Tòa nhà được xây một tầng bằng gạch, với một gác mái và một tầng hầm. Nó có hai cánh với hiên nhà: một cánh song song với dòng sông, cánh còn lại chiếm một nửa chiều dài của đường phố Pocztowa. Tòa tháp hình ngũ giác trong sân che phủ một cầu thang. Các mặt tiền với trần lót gạch, ở một số chỗ được bổ sung những mảng tráng men màu xanh lá cây hoặc màu hạt dẻ, mang tính trang trí nhiều hơn. Các chi tiết bằng kính khiến những trụ gạch, tháp nhọn, cửa sổ thu hút được nhiều sự chú ý. Sự phong phú của chi tiết gốm sứ, các yếu tố trang trí sắt rèn cũng rất đáng chú ý.

### Tòa nhà mới (phía mặt đường Jagiellońska)
Tòa nhà này có hình chữ "U" nằm trên đường Jagiellońska và một tòa tháp cao ở góc tây bắc. Tòa nhà mới này lớn hơn và cao hơn tòa nhà bên bờ sông.
Công trình có ba tầng, có gác mái và tầng hầm. Quần thể được bao phủ bởi một mái đầu hồi với những cửa mái. Trang trí mặt tiền được đơn giản hóa trong tương quan với tòa nhà cũ, nhưng sử dụng cùng một kiểu trang trí. Nó sử dụng các đầu hồi, đỉnh tháp nhọn, vòm nhọn, cửa sổ cong và cổng vòm, cùng với sự kết hợp đa dạng của gạch trang trí, sắt uốn cửa sổ và tô màu những trụ gạch với gạch tráng men màu đỏ và màu xanh lá cây.
Khối các tòa nhà đã được đăng ký trong Danh sách Di sản Kuyavian-Pomeranian N ° 601347 Reg. A / 749, vào ngày 15 tháng 12 năm 1971.

## Thư viện ảnh

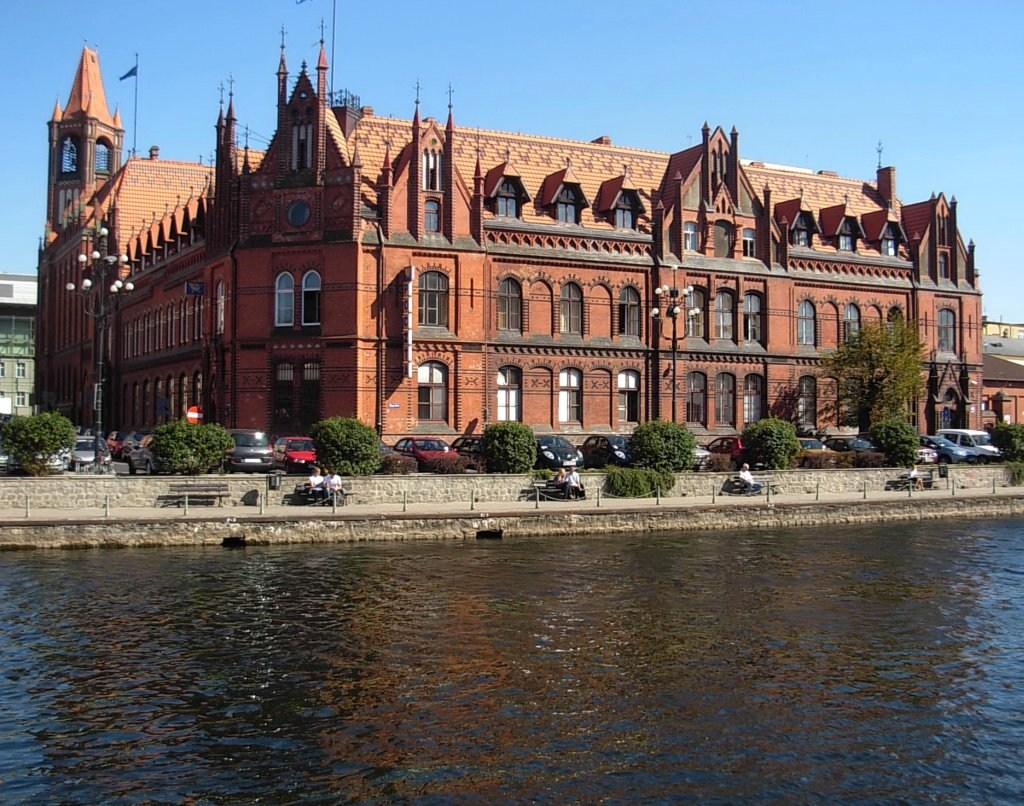
Nhìn từ phía sông
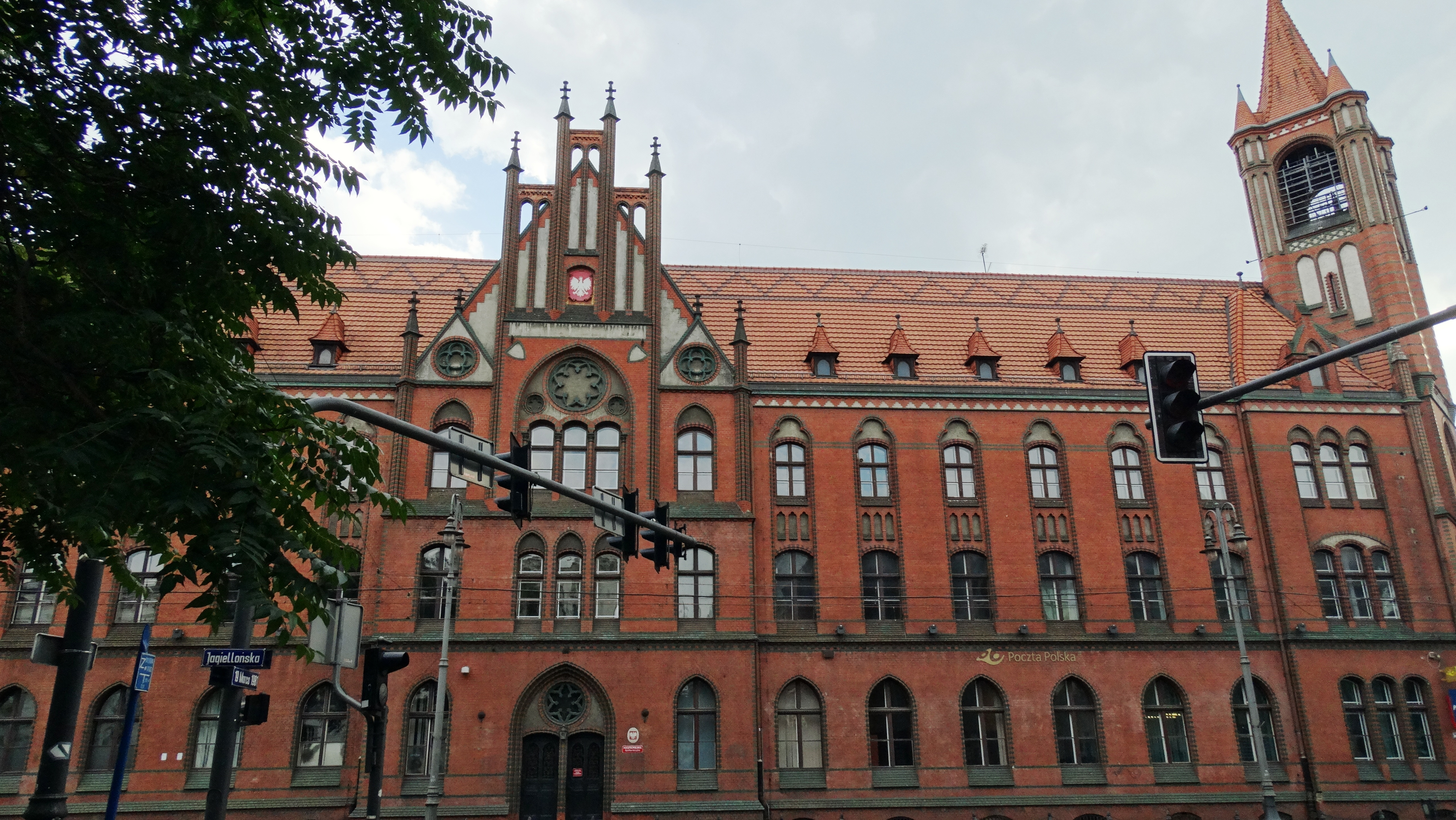
Mặt tiền nhìn từ đường Jagiellońska
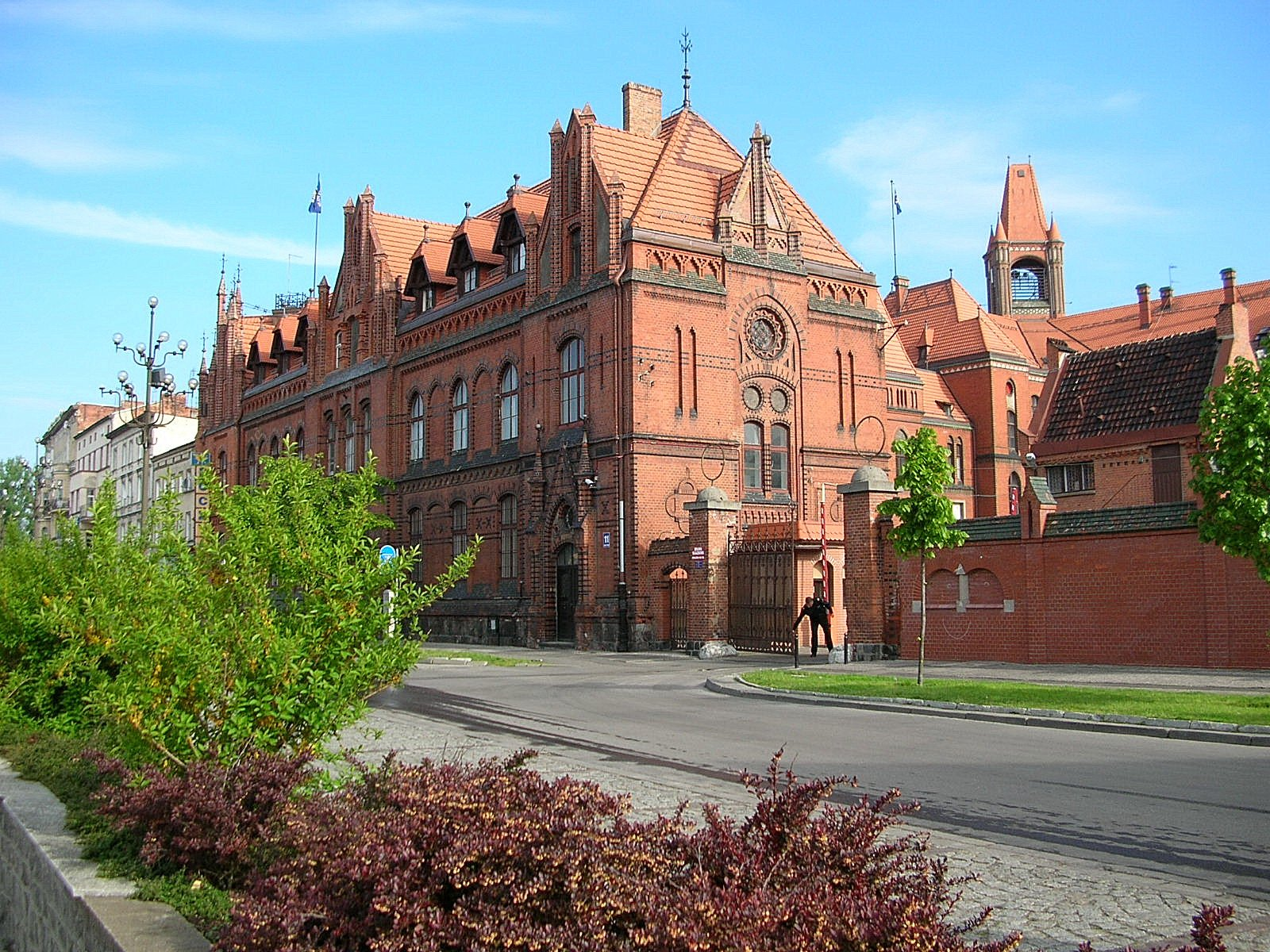
Nhìn từ bờ sông
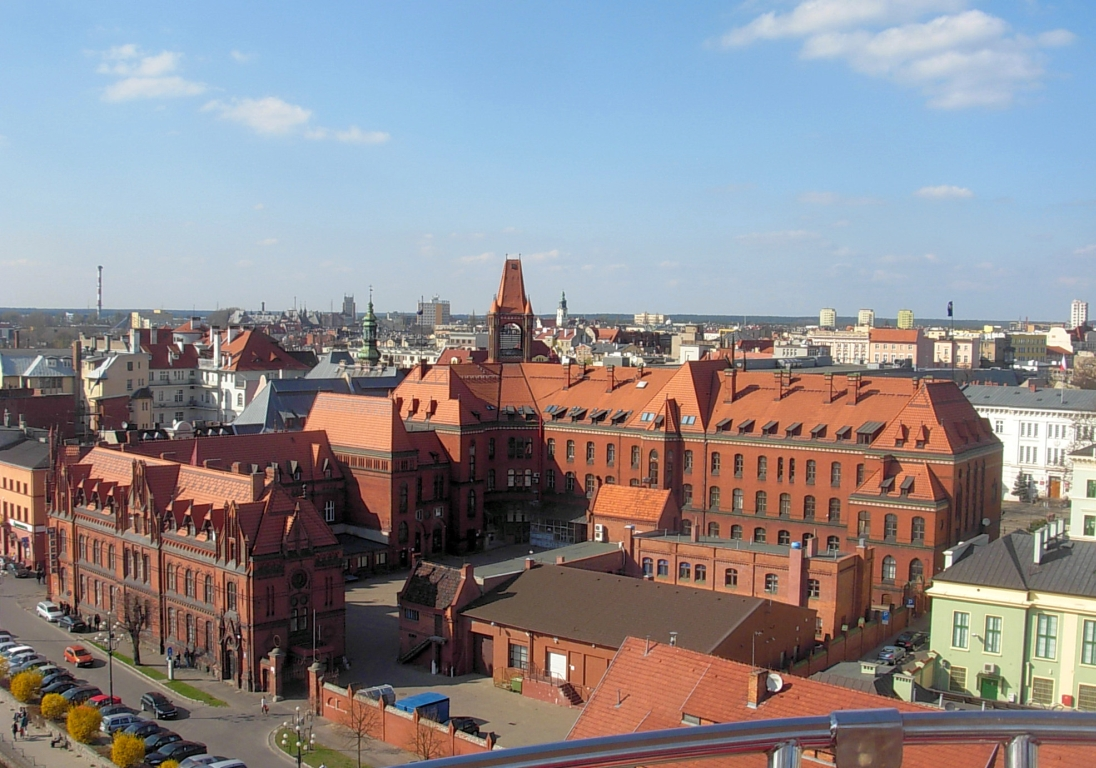
Nhìn từ trên cao
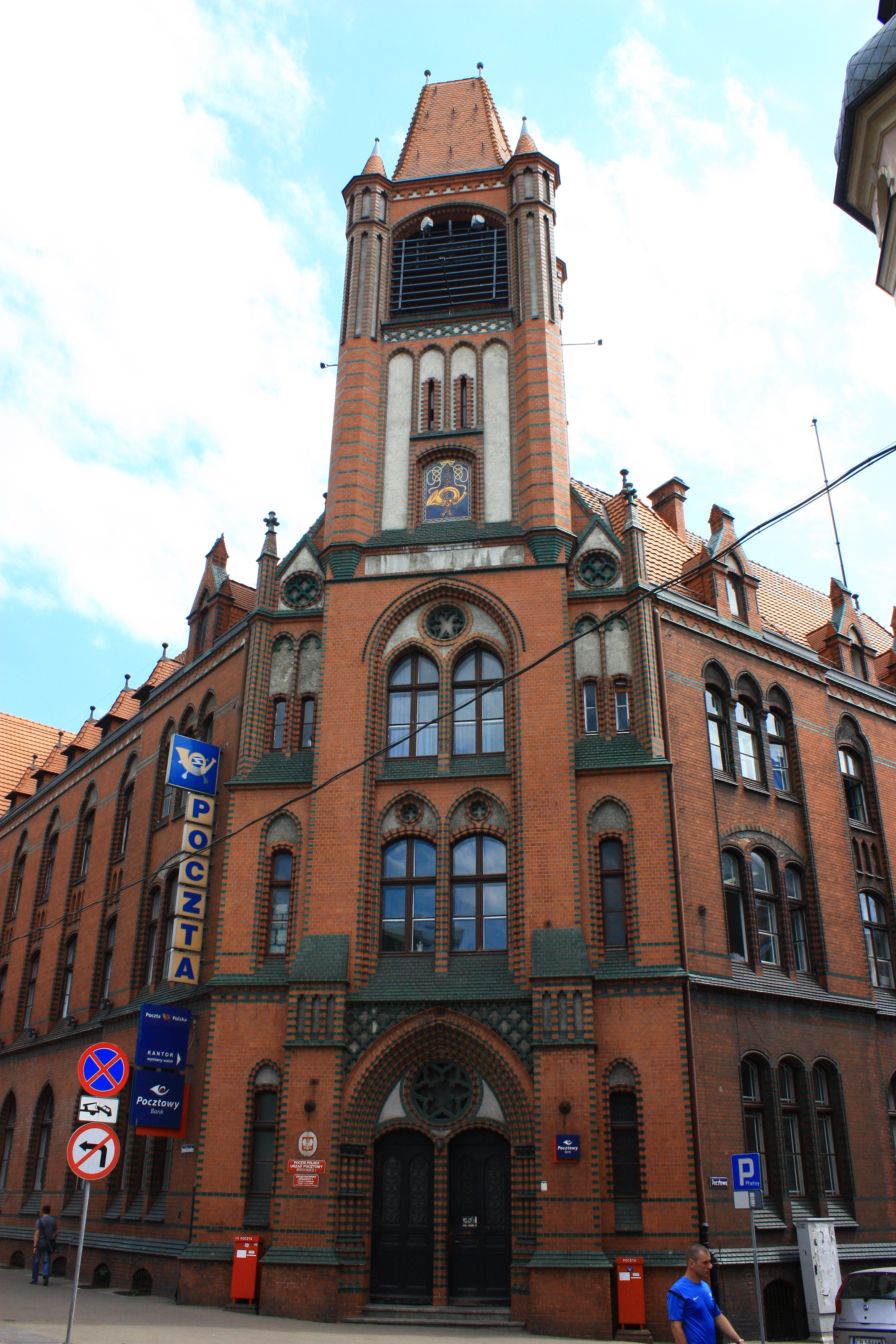
Tháp nhìn từ Jagiellońska
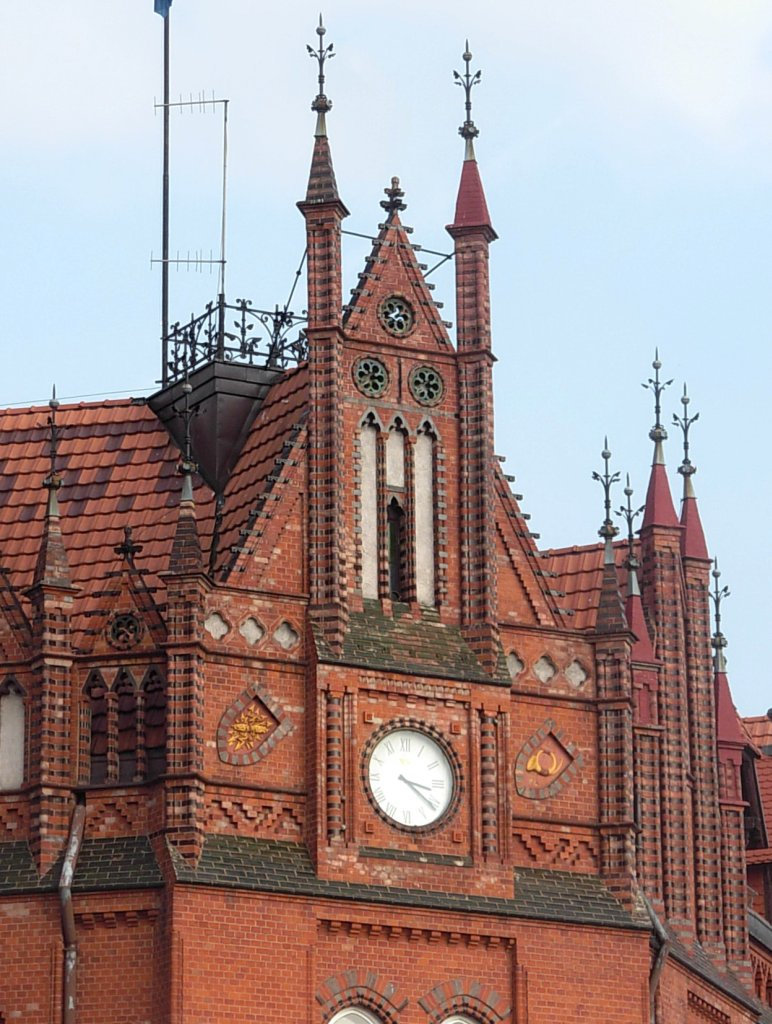
Mái đầu hồi trên tòa nhà cũ
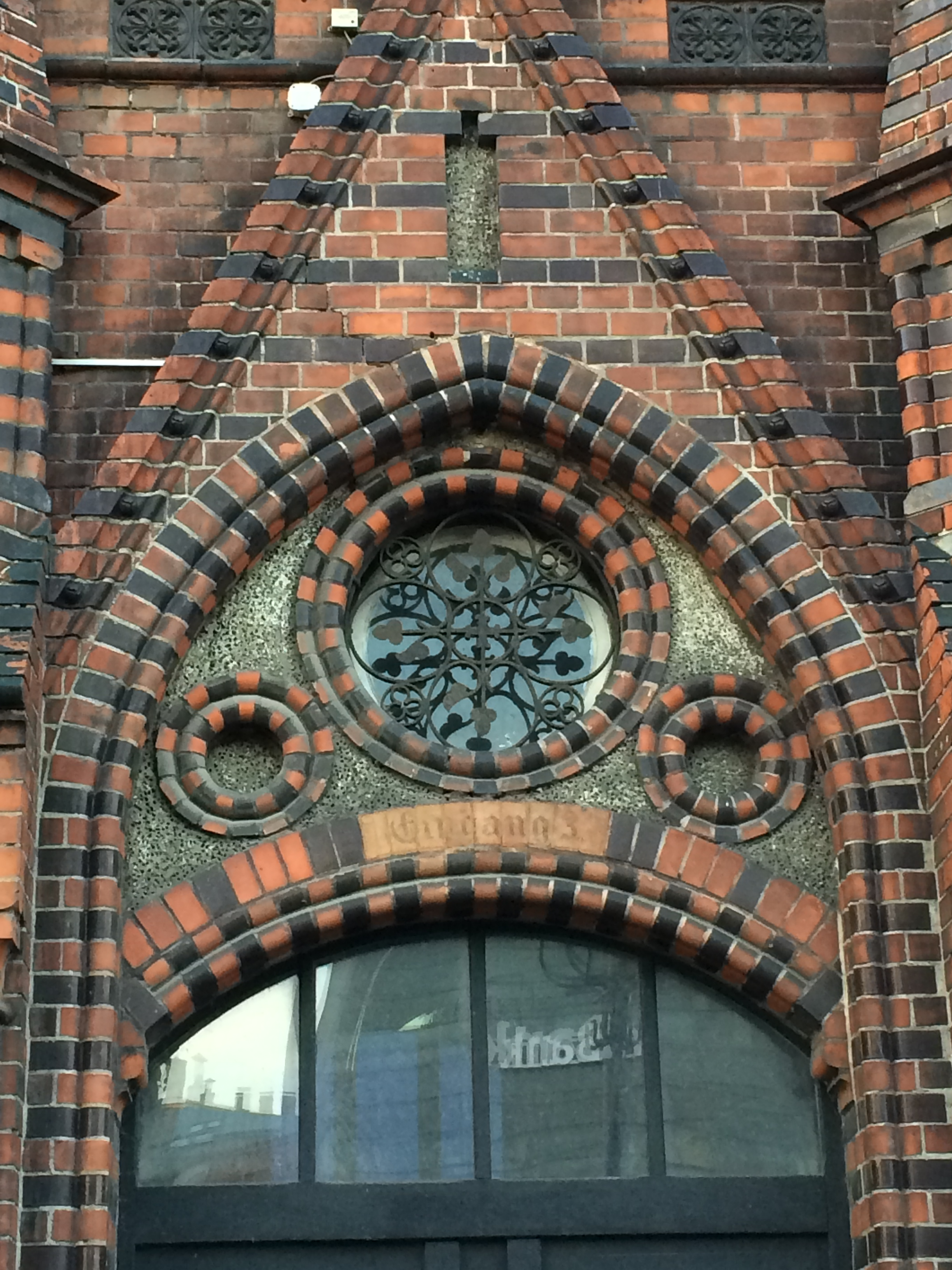
Chi tiết trên cổng hình vòng cung (chú ý dòng chữ "Eingang 3")
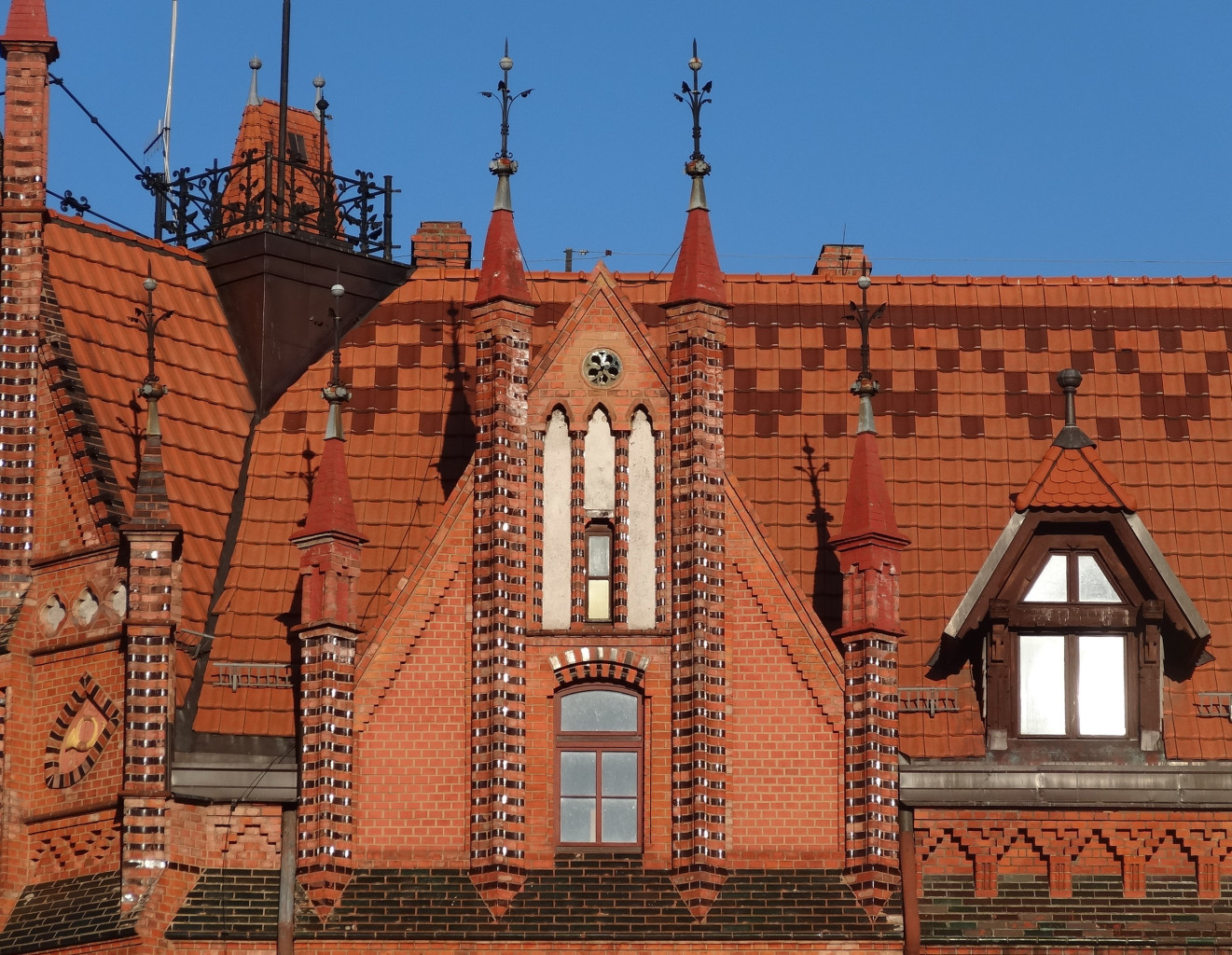
Chi tiết mái tôn
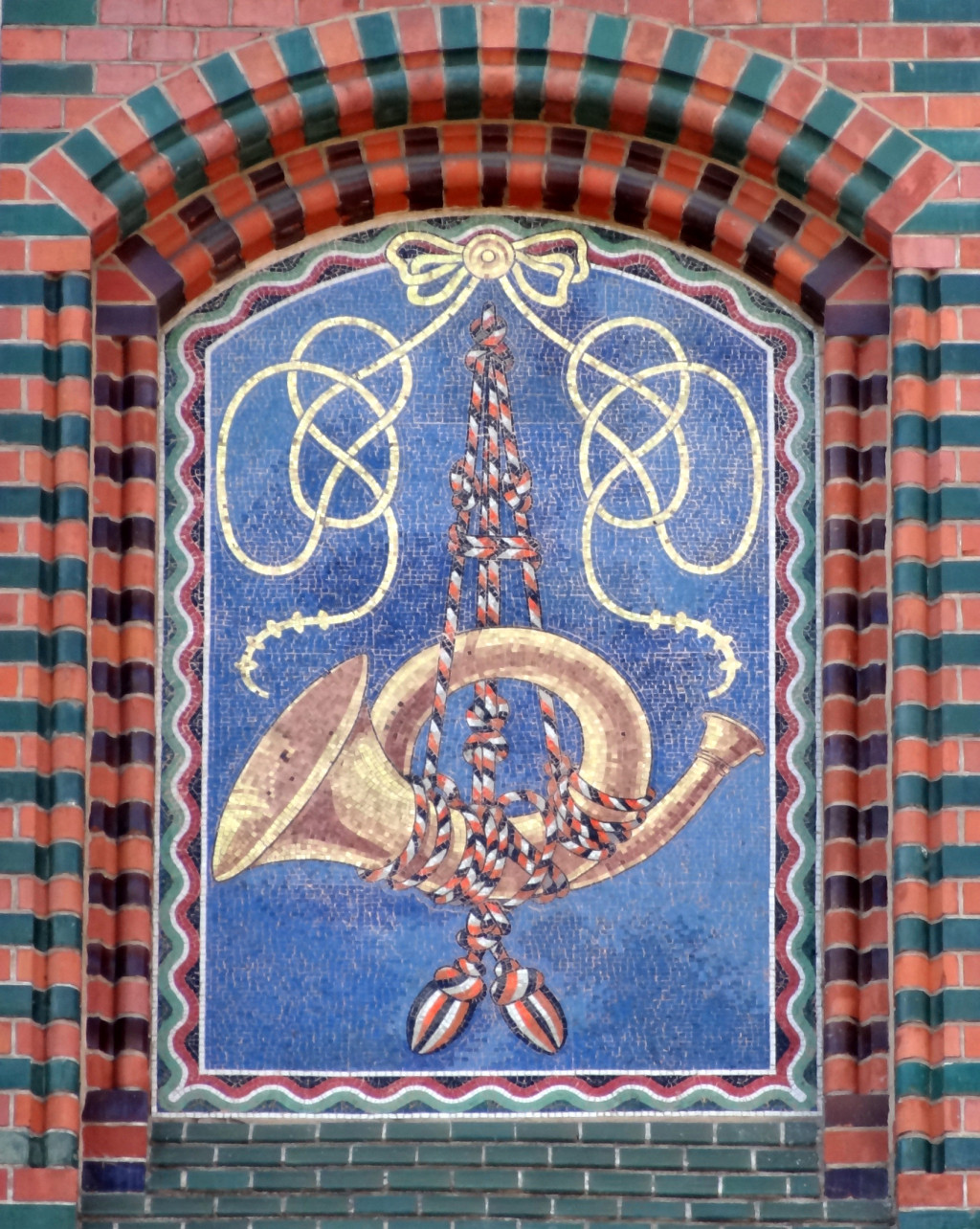
Khảm
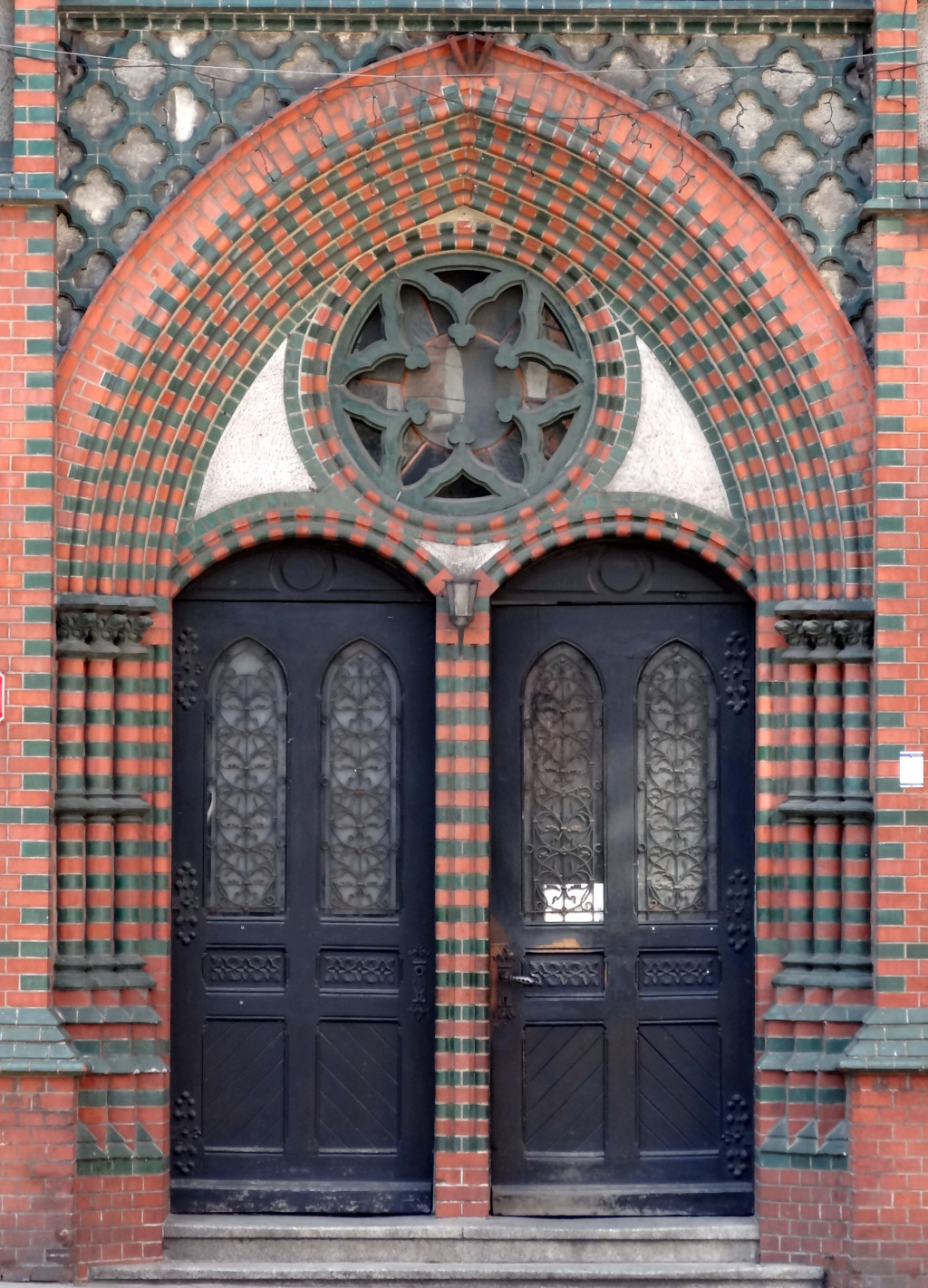
Cổng vòm
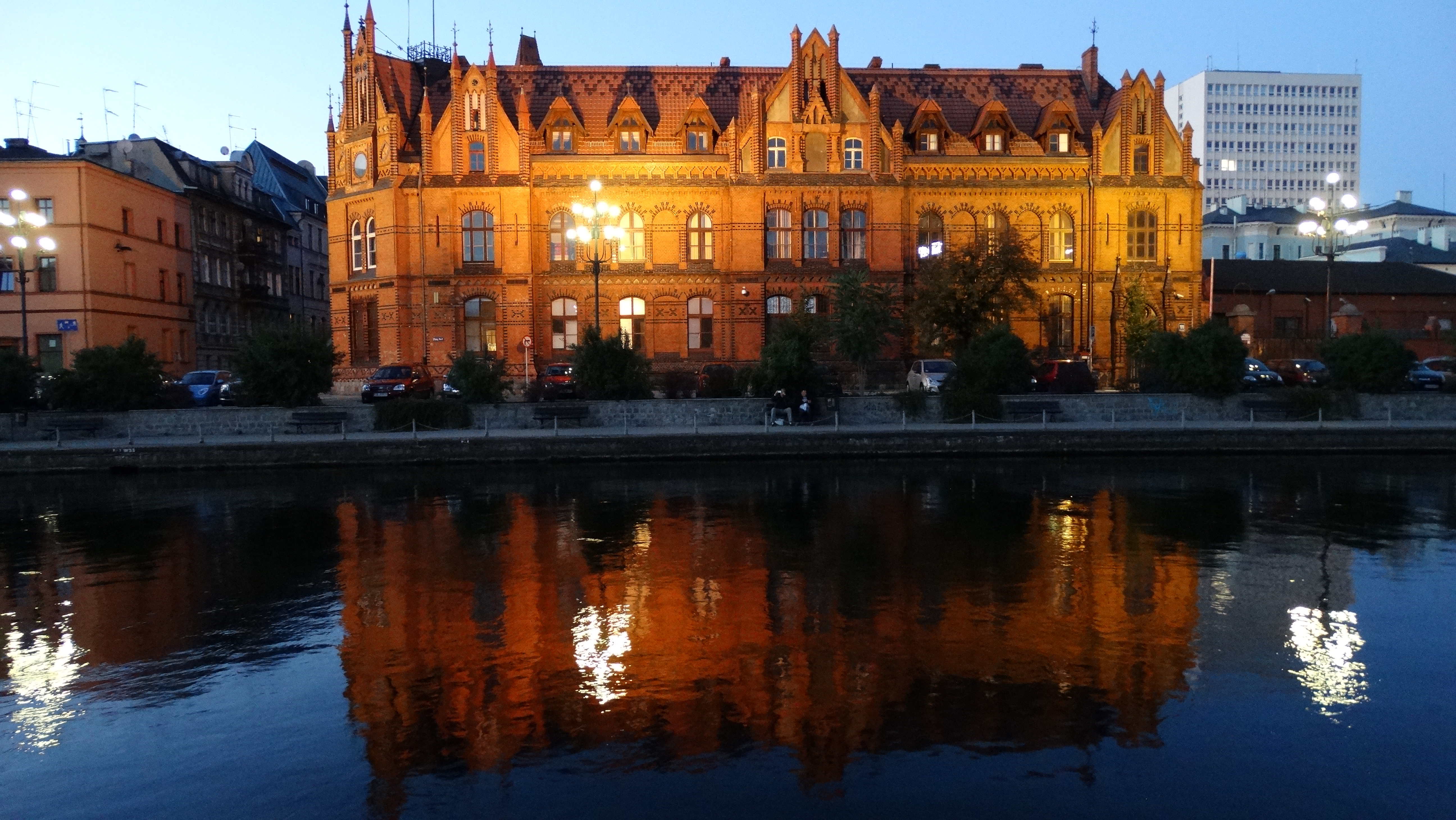
Ban đêm